# 333 Bush Street
Le 333 Bush Street est un gratte-ciel de 151 mètres de hauteur construit à San Francisco en Californie aux États-Unis en 1986.
L'architecte est l'agence SOM